# Natti Natasha en Amargue
Natti Natasha en Amargue es el cuarto álbum de estudio de la cantante dominicana Natti Natasha, publicado el 7 de febrero de 2025 a través de Sony Music Latin, escrito y producido por Romeo Santos.
El álbum es de género bachata, sin embargo, la canción «Vendaje» es del género Salsa. Inicialmente se lanzaron cuatro sencillos: «Quiéreme Menos», «Tu Loca» «Escasez de Besos» y «Desde Hoy », el cual es el single principal.
El 17 de enero de 2025, Natti Natasha lanzó el pre-guardado del álbum en Spotify a través de sus redes sociales, donde se conoció por primera vez la portada y la lista de canciones del mismo. El álbum cuenta únicamente con una colaboración con el artista de reggaeton dominico-puertorriqueño Ozuna.